# Úc Bảo Tứ
Úc Bảo Tứ, tên hiệu Hiểm Đạo Thần, là một nhân vật hư cấu trong tiểu thuyết cổ điển Trung Quốc Thủy hử. Ông là một trong 72 Địa Sát Tinh của 108 anh hùng Lương Sơn Bạc.

## Xuất thân
Úc Bảo Tứ có thân thể to lớn nên mới có tên hiệu Hiểm đạo thần (Vị thần trấn giữ con đường hiểm). Ông cầm đầu một nhóm cướp, chuyên cướp của để kiếm sống ở vùng Thanh Châu (nay là Sơn Đông).

## Gia nhập Lương Sơn Bạc
Đoàn Cảnh Trụ cùng Dương Lâm, Thạch Tú mua 200 con ngựa tốt từ mạn Bắc về, đi qua Thanh Châu bị đảng cướp của Úc Bảo Tứ chặn lại, cướp hết ngựa. Úc Bảo Tứ đem ngựa về nộp cho Tăng Đầu thị. Sẵn mối thù Tiều Cái bị giết từ trước chưa kịp trả, quân Lương Sơn kéo đến đánh Tăng Đầu thị.
Sau vài trận giao tranh, quân họ Tăng bị thua, định giảng hoà bằng cách gửi trả Úc Bảo Tứ đang ở đó cùng số ngựa cướp được. Tuy nhiên, con ngựa Chiếu dạ ngọc sư tử cướp lần trước, do Sử Văn Cung, giáo sư ở Tăng Đầu thị, người giết Tiều Cái, cưỡi thì bị giữ lại. Tống Công Minh bèn lập mưu, dụ hàng Úc Bảo Tứ, sai Úc Bảo Tứ quay trở về làm gián điệp trong nhà họ Tăng.
Úc Bảo Tứ quay trở lại Tăng Đầu thị, thông báo rằng quân Tống Giang chỉ muốn lấy con ngựa quý chứ không muốn giảng hoà, cùng với việc quân mã Thanh Châu và Lăng Châu tiến đến nên lo sợ, nhằm mục đích khuyến khích Tăng Đầu thị tấn công quân Lương Sơn. Nhà họ Tăng trúng kế, tấn công và thất bại hoàn toàn.

## Sau khi chiêu an và tử trận
Úc Bảo Tứ với thân hình to lớn nên được giao nhiệm vụ giữ lá cờ soái của Lương Sơn Bạc. Sau khi nhận chiêu an, ông cùng các đầu lĩnh tham gia các chiến dịch đánh dẹp quân Liêu và các lực lượng khác chống đối triều đình nhà Tống. Ở chiến dịch đánh Phương Lạp, trong trận hỗn chiến tại huyện Thanh Khê, sào huyệt của Phương Lạp, Úc Bảo Tứ bị tướng đối phương là Đỗ Vi dùng phi đao giết chết.